# 11720 Horodyskyj
11720 Horodyskyj è un asteroide della fascia principale. Scoperto nel 1998, presenta un'orbita caratterizzata da un semiasse maggiore pari a 2,5613088 au e da un'eccentricità di 0,0527147, inclinata di 5,44067° rispetto all'eclittica.
L'asteroide è dedicato alla studentessa statunitense Ulyana N. Horodysky.